# Jacobus van Piëmont
Jacobus van Piëmont (Pinerolo, 16 januari 1315 – aldaar, 17 mei 1367) was van 1334 tot aan zijn dood heer van Piëmont. Hij behoorde tot het huis Savoye.

## Levensloop
Jacobus was de oudste zoon van heer Filips I van Piëmont en diens echtgenote Catharina de la Tour du Pin, dochter van dauphin Humbert I van Viennois. In 1334 volgde hij zijn vader op als heer van Piëmont.
In 1344 zocht hij hulp bij koningin Johanna I van Napels toen markgraaf Johan II van Monferrato van zijn onervarenheid wilde profiteren om grenslanderijen in Noord-Italië te bemachtigen. Na de Angevijnse nederlaag bij de Slag bij Gamenario in 1345 vielen Johan en zijn bondgenoten Chieri aan, een stad loyaal aan Jacobus. 
Hij was jaloers op zijn neef, graaf Amadeus VI van Savoye, omdat hij vond dat hij als afstammeling van een oudere linie van het huis Savoye recht had op deze functie. Hij had in 1347 echter diens hulp nodig in de strijd tegen Monferrato. Met de hulp van een Savoyaards leger was Jacobus in mei 1347 in staat om Chieri te heroveren. Van hieruit marcheerde het leger achtereenvolgens naar Alba, Cuneo en Savigliano, waarna het verslagen werd door een alliantie samengesteld uit Johan II van Monferrato, markgraaf Thomas II van Saluzzo en dauphin Humbert II van Viennois. In 1348 onderhandelde paus Clemens VI vervolgens een wapenstilstand en vrede, waar geen enkele partij tevreden mee was. In 1349 sloot hij een verdedigingsalliantie met Amadeus VI, graaf Amadeus III van Genève en Galeazzo II Visconti, de heerser van het hertogdom Milaan. 
Nadat Jacobus de autoriteit van Amadeus VI van Savoye had betwist en samen met het huis Visconti, het markgraafschap Saluzzo en de Grandes Compagnies in opstand kwam tegen hem, werd hij in 1360 in Pinerolo gevangengenomen en werden zijn bezittingen geconfisqueerd. Op 2 juli 1362 sloot hij een vredesverdrag met Amadeus VI, waarna Jacobus vrijgelaten werd en de heerlijkheid Piëmont terugkreeg.
Jacobus stierf in 1367. Vlak voor zijn dood erkende hij zijn zoons uit zijn tweede huwelijk als erfgenamen. 

## Huwelijken en nakomelingen
In 1338 huwde hij met zijn eerste echtgenote Beatrix (overleden in 1339), dochter van Rinaldo II d'Este. Het huwelijk bleef kinderloos.
Op 9 juni 1339 huwde hij met zijn tweede echtgenote Sybilla (overleden in 1362), dochter van heer Raymond II van Baux. Ze kregen een zoon:
- Filips II (1340-1368), heer van Piëmont

Op 16 juli 1362 huwde Jacobus een derde maal. Ditmaal was zijn echtgenote Margaretha (1346-1402), dochter van heer Eduard I van Beaujeu. Ze kregen twee zonen:
- Amadeus (1363-1402), heer van Piëmont
- Lodewijk (1364-1418), heer van Piëmont